# Józef Makselon
Józef Jan Makselon – polski duchowny, dr hab., profesor zwyczajny i kierownik Katedry Psychologii Religii Wydziału Filozoficznego Uniwersytetu Papieskiego Jana Pawła II w Krakowie.

## Życiorys
W 1981 ukończył studia psychologiczne w Katolickim Uniwersytecie Lubelskim Jana Pawła II, 29 marca 1999 uzyskał tytuł profesora nauk humanistycznych. Został zatrudniony na stanowisku profesora w Katedrze Filozofii Boga, Religii i Psychologii Religii na Wydziale Filozoficznym Uniwersytetu Papieskiego Jana Pawła II w Krakowie.
Był profesorem zwyczajnym i kierownikiem w Katedrze Psychologii Religii na Wydziale Filozoficznym Uniwersytetu Papieskiego Jana Pawła II w Krakowie.